# Værdipolitik
Værdipolitik er et udtryk for den politiske debat om kulturelle værdier og holdninger til spørgsmål som straf (retspolitik) og seksualitet, religion eller integration af etniske mindretal. Andre værdipolitiske emner kan være holdninger til ligestilling, miljøpolitik, abort, indvandring samt udenrigspolitiske forhold, herunder spørgsmål om EU. Det er således politik på områder, der handler om ikke-materielle værdier. Dermed står værdipolitik i modsætning til fordelingspolitik, der handler om fordelingen af samfundets materielle goder. Begrebet værdipolitik er tæt knyttet til værdikampen og postmaterialismen.
Den amerikanske samfundsforsker Ronald Inglehart inspirerede til begrebet værdipolitik, da han i 1980'erne ud fra studier af vælgerholdninger gjorde opmærksom på, at de værdier, vælgerne havde stemt ud fra i 1960'erne, ikke længere var de samme i 1980'erne. Hvor vælgerne tidligere stemte ud fra deres behov for materiel velfærd og fysisk sikkerhed, var de i 1980'erne mere optaget af spørgsmål om identitet, miljø, retfærdighed, lighed mellem kønnene, menneskerettigheder osv. Han konkluderede, at så snart folks grundlæggende materielle behov var blevet tilfredsstillet, begyndte de at interessere sig for andre ting.

## Værdipolitik i Danmark
Danske valgforskere har siden 1990’erne arbejdet med en værdipolitisk dimension i tilgift til fordelingspolitikken, når de har forsøgt at kortlægge vælgernes holdninger. I 2016 konstruerede netavisen Altinget.dk inspireret af disse undersøgelser en alternativ højre-venstre-akse for de politiske partier i Folketinget baseret på værdipolitik som supplement til den traditionelle fordelingspolitiske højre-venstre-akse. De forskellige partiers vælgeres værdipolitiske position på skalaen blev beregnet ud fra deres stillingtagen til fire forskellige problemstillinger: indvandring til Danmark, forholdet mellem økonomisk vækst og miljøinteresser, strengere straffe for voldsforbrydelser samt størrelsen af den danske udviklingsbistand. Ud fra vælgernes gennemsnitlige svar placerede man derpå de politiske partier langs en akse. På den værdipolitiske skala var Alternativet ifølge denne undersøgelse det mest venstreorienterede parti i Folketinget og Dansk Folkeparti det mest højreorienterede. På den fordelingspolitiske skala blev de to yderpoler tegnet af henholdsvis Enhedslisten og Liberal Alliance.